# Katastrofa w Port Chicago
Katastrofa w Port Chicago – eksplozja amunicji, która nastąpiła 17 lipca 1944 roku na terenie Port Chicago Naval Magazine w nieistniejącej już miejscowości Port Chicago w Kalifornii. Detonacja nastąpiła w czasie załadunku amunicji na statek, co spowodowało śmierć 320 osób i ranienie 390. Większość zabitych i rannych stanowili pracujący przy załadunku Afroamerykanie, marynarze z poboru.
W miesiąc później, wobec braku poprawy warunków bezpieczeństwa, wielu marynarzy odmówiło pracy przy przeładunku amunicji, co w dziejach US Navy odnotowano jako „bunt w Port Chicago”. 50 marynarzy, nazywanych w mediach „Pięćdziesiątką z Port Chicago”, zostało oskarżonych o bunt i skazanych na kary wieloletniego więzienia. 47 spośród nich zwolniono w styczniu 1946 roku, pozostałych trzech kilka miesięcy później.
W czasie procesu i po jego zakończeniu kwestionowano rzetelność i praworządność postępowania sędziów i prokuratorów sądu wojennego. Pod naciskiem opinii publicznej dowództwo US Navy raz jeszcze powołało sąd (w tym samym składzie) i nakazało ponowne rozpatrzenie sprawy, lecz sędziowie zatwierdzili wcześniej wydane wyroki. Szerokie nagłośnienie sprawy sprawiło, że stała się ona cause célèbre zarówno wśród Afroamerykanów, jak i wśród białych. Ta i inne sprawy sądowe o podłożu rasowym toczące się w marynarce w latach 1944–1945 doprowadziły do znaczących zmian w US Navy i zapoczątkowały w lutym 1947 roku proces desegregacji. W roku 1994 w miejscu tragedii odsłonięto pomnik upamiętniający tych wszystkich, którzy ponieśli śmierć w katastrofie.

## Miejsce i okoliczności zdarzenia

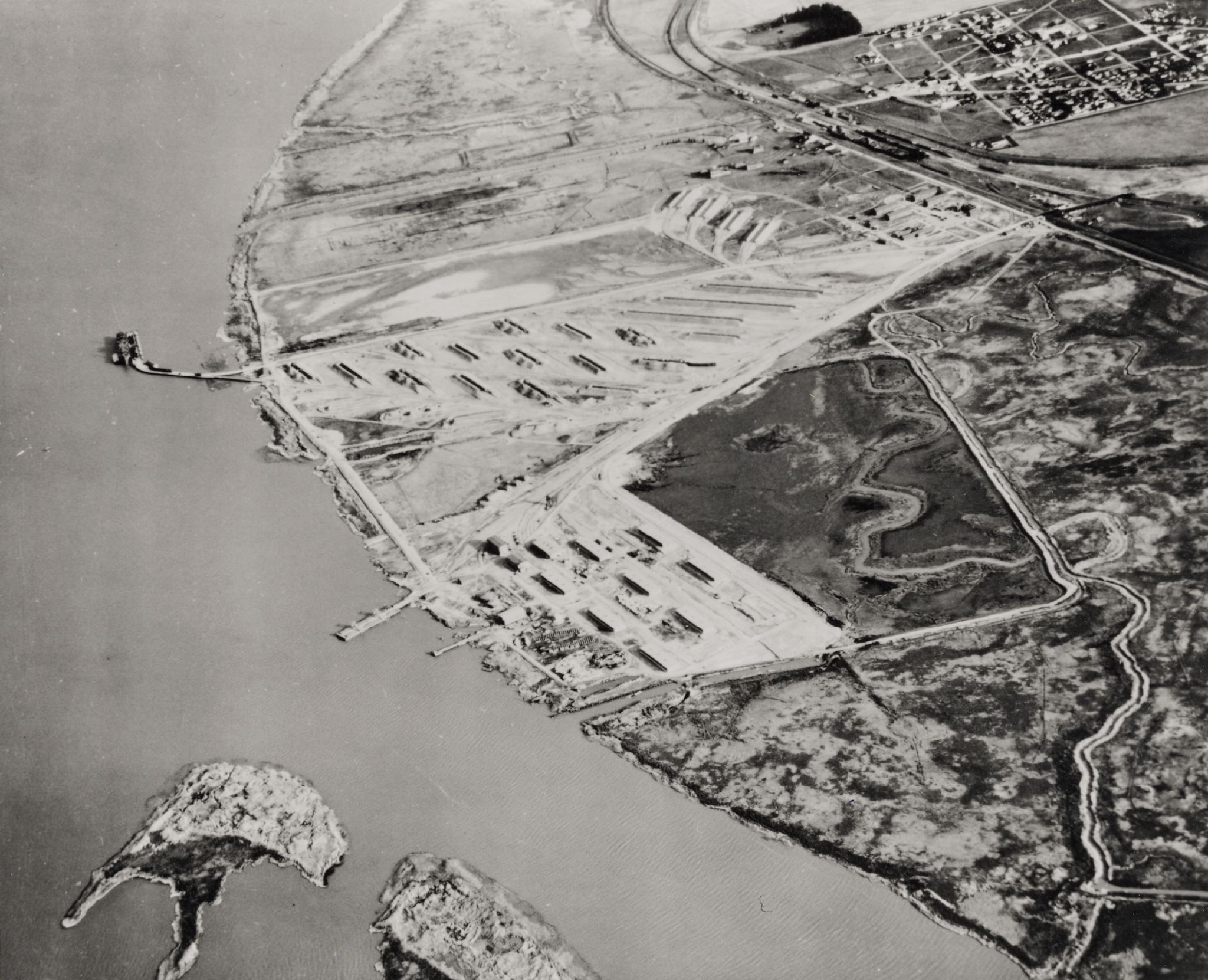
Zdjęcie lotnicze z początków 1944 r. Miasto Port Chicago znajduje się po prawej u góry. Łukowato wygięty pirs załadunkowy amunicji jest widoczny po lewej

Miasteczko Port Chicago znajdowało się na południowym brzegu Zatoki Suisun, będącej estuarium rzek Sacramento i San Joaquin. Zatoka Suisun ma połączenie z wodami Pacyfiku poprzez zatokę San Francisco. W roku 1944 miasteczko znajdowało się nieco ponad półtora kilometra od bazy przeładunkowej amunicji US Navy, tzw. Port Chicago Naval Magazine, którą w okresie późniejszym rozbudowano i nazwano Concord Naval Weapons Station. Budowę bazy zaplanowano w roku 1941, a prace budowlane ruszyły niemal natychmiast po ataku na Pearl Harbor. Pierwszy statek zacumował w Port Chicago 8 grudnia 1942 roku.
Amunicja, jaką składowano i przeładowywano w tym miejscu, to wszelkie rodzaje bomb, pocisków, min, torped i amunicji małokalibrowej. Amunicja ta, przeznaczona do działań na Pacyfiku, była dostarczana do Port Chicago koleją, a następnie przeładowywana za pomocą dźwigów portowych, bomów ładunkowych lub ręcznie na statki transportowe.

### Kwalifikacje kadry i segregacja rasowa
Od chwili powstania bazy dokerami w Port Chicago byli wyłącznie pochodzący z poboru Afroamerykanie; wszyscy dowodzący nimi oficerowie byli biali. Każdy z poborowych przeszedł szkolenie w wielkiej bazie treningowej US Navy Naval Station Great Lakes (NSGL) nad jeziorem Michigan na północ od Chicago, ale zamiast na okręt, najczęściej trafiał do pracy ładowacza. Żadnego nie poinstruowano jak należy obchodzić się z amunicją.
Taki stan rzeczy był m.in. spowodowany faktem, iż w NSGL tylko ci poborowi Afroamerykanie, którzy osiągnęli w testach wyniki lokujące ich w gronie 25-40 procent najlepszych, byli kierowani do jednostek bojowych. Do Port Chicago trafiali natomiast pozostali. Według dowództwa marynarki kwalifikacje czarnoskórych podoficerów w Port Chicago były bardzo niskie z dwóch powodów: brakowało wyżej ocenianych poborowych, a ponadto co jakiś czas zabierano z Port Chicago niekaranych marynarzy, by przerzucić ich na obszar działań wojennych. Wynik Ogólnego Testu Kwalifikacyjnego marynarki (GCT) dla poborowych z Port Chicago wynosił 31, co plasowało ich wśród najgorszych w US Navy. Oficerowie z Port Chicago uważali swych podwładnych za niesolidnych, nerwowych oraz niezdolnych do zrozumienia i zapamiętania otrzymywanych rozkazów i instrukcji.
Czarni ładowacze w Port Chicago byli nadzorowani przez czarnych podoficerów, których niektórzy pracownicy uważali za niekompetentnych i niepotrafiących przekazać wątpliwości swych podwładnych wyższemu dowództwu. Podoficerów tych postrzegano jako ludzi mających całkowicie odmienne cele niż ich podwładni – określano ich później mianem „poganiaczy niewolników” i „wujów Tomów”. Czasami między tymi dwiema grupami dochodziło do spięć.
Komandor Merrill T. Kinne, dowódca bazy w Port Chicago w czasie kiedy wydarzyła się katastrofa, służył w US Navy w latach 1915-1922 i wrócił do służby w 1941 roku jako dowódca transportowca. Przed przeniesieniem do Port Chicago nie przeszedł żadnego szkolenia w zakresie przeładowywania amunicji i miał w tej dziedzinie nikłe doświadczenie. Biali oficerowie ładunkowi podlegli Kinne’mu również nie byli szkoleni w zakresie kierowania poborowymi przy pracy z amunicją, aż do przeniesienia jesienią 1944 roku do Mare Island Navy Yard, gdzie uznano ich niespodziewanie za kompetentnych.

### Współzawodnictwo a bezpieczeństwo
Od kwietnia 1944 roku, kiedy kmdr Kinne objął dowodzenie bazą w Port Chicago, oficerowie zmuszali marynarzy do ładowania amunicji w dużym tempie. Dziesięć ton w każdej ładowni co godzinę zostało uznane za normę przez kmdr. Nelsona Gossa, dowódcę Mare Island Navy Yard, którego jurysdykcji podlegała baza Port Chicago Naval Magazine. Większość oficerów uważała, że poprzeczkę postawiono zbyt wysoko. Kinne podsycał jednak rywalizację, odnotowując osiągnięcia każdego zespołu na tablicy w swym biurze. Młodsi oficerowie robili zakłady, który z ich 100-osobowych zespołów (zwanych w Port Chicago „dywizjonami”) okaże się lepszy i nakłaniali swych ludzi, by ładowali szybciej niż inni. Marynarze wiedzieli, że są to niedopuszczalne praktyki i potrafili zwalniać tempo w chwili pojawienia się któregoś ze starszych oficerów. Średni wynik osiągany w Port Chicago w miesiącach poprzedzających lipiec 1944 roku wynosił 8,2 tony w każdej ładowni co godzinę; zawodowi dokerzy z Mare Island osiągali wyniki nieco tylko lepsze – 8,7 tony.
W Port Chicago nie wypracowano sposobu sprawdzania, czy oficerowie i ich podwładni działają zgodnie z wymogami bezpieczeństwa. Szeregowi wysłuchiwali dwóch przepisowych i kilku nieformalnych odczytów swoich dowódców, ale później nikt już nie sprawdzał, czy przepisy są respektowane. Tablica z regulaminem wisiała wprawdzie na pirsie, ale nie było podobnej w żadnym z baraków koszarowych – Kinne uważał, że czarnoskórzy szeregowi nie będą w stanie zrozumieć tych przepisów. Związek zawodowy pracowników portowych ILWU, dowiedziawszy się o takim lekceważeniu wymogów bezpieczeństwa, zaproponował przysłanie swych doświadczonych przedstawicieli dla przeszkolenia marynarzy i ich dowódców, ale kierownictwo marynarki odrzuciło ofertę obawiając się wysokich kosztów, spowolnienia prac załadunkowych i ewentualnych aktów sabotażu ze strony cywilów. Żaden z marynarzy stacjonujących w Port Chicago nigdy nie przeszedł formalnego przeszkolenia jak należy obchodzić się z amunicją i jak ładować ją na statki. Nawet oficerowie nie przeszli takiego kursu: komandor porucznik Alexander Holman, oficer załadunkowy w Port Chicago, do którego obowiązków należało również szkolenie oficerów, zaczął zbierać materiały szkoleniowe, ale do katastrofy nie udało mu się zorganizować kursu.

### Obsługa bomów ładunkowych

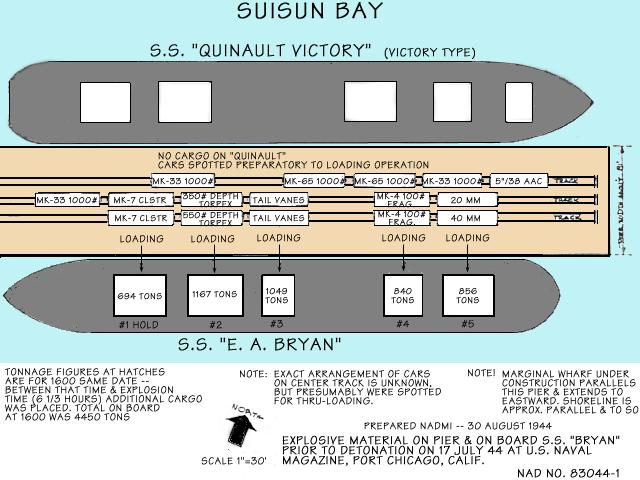
Graficzne przedstawienie pirsu załadowczego tuż przed eksplozją

Na statkach transportowych bomy ładunkowe służą (obok dźwigów portowych) do wyładunku lub załadunku cięższych partii towarów. Zwykle jeden bom obsługuje jedną ładownię statku. W omawianej tutaj operacji załadunkowej bomy pracowały na najwyższych obrotach, co wymagało stałej opieki i konserwacji, by utrzymać je w ruchu. Hamulce wind ładunkowych to urządzenia zapobiegające ewentualnemu upadkowi ładunku w sytuacji, gdyby nastąpiła przerwa w zasilaniu; nie były one nazbyt często używane przez doświadczonych operatorów potrafiących szybciej manewrować ładunkiem przy użyciu odpowiednich przełożeń sprzęgieł. Hamulce mogły odmówić posłuszeństwa i przestać pracować. Windy ładunkowe na SS „E.A. Bryan” posiadały napęd parowy, a ich stan wskazywał na znaczny stopień zużycia, mimo że statek miał dopiero pięć miesięcy.
13 lipca 1944 roku, w dniu kiedy „E.A. Bryan” zacumował w Port Chicago, hamulec windy ładunkowej bomu nr 1 zablokował się w pozycji „off”, co oznaczało, że windą można się posługiwać, ale że nie da się utrzymać ładunku w razie nagłej przerwy strumienia pary. Starszy oficer i główny mechanik statku obejrzeli windę, ale nigdy nie ustalono, czy udało im się naprawić hamulec. Z kolei podczas załadunku 15 lipca winda bomu ładowni nr 2 zaczęła wydawać stukocące odgłosy. Duże ilości smarów wyciszyły te odgłosy, a rano następnego dnia wymieniono główne łożysko. Po południu 17 lipca jeden z zaworów windy bomu nr 4 wymagał natychmiastowej naprawy. W tym celu wezwano Alberta Carra, cywilnego hydraulika z Pittsburga (nigdy przedtem nie był on w Port Chicago). Carr wymienił zawór na nowy, pobrany z magazynu części warsztatów w Port Chicago. W czasie wykonywania swej pracy był świadkiem upuszczenia przez jednego z ładowaczy pocisku artyleryjskiego na drewniany pokład pirsu; detonacja nie nastąpiła, ale Carr – odczekawszy, aż czarnoskóry operator windy przetestuje naprawione urządzenie – opuścił w pośpiechu statek i pirs przekonany, że Port Chicago daleki jest od spełnienia wymogów bezpieczeństwa.

### Załadunek amunicji
Szeregowi marynarze mieli wątpliwości odnośnie do pracy ze śmiertelnie niebezpiecznym ładunkiem, ale oficerowie tłumaczyli im, że większe bomby i pociski są całkowicie bezpieczne, a uzbrojone zostaną w zapalniki dopiero po dostarczeniu do strefy działań wojennych. Przeładunek dużych bomb i pocisków przebiegał następująco: najpierw wydłubywano je przy pomocy dźwigni i łomów z wagonów, gdzie zostały szczelnie zapakowane i przełożone wyściółką, następnie przetaczano po drewnianym pokładzie pirsu, ładowano do sieci transportowych, podnoszono i opuszczano do ładowni za pomocą bomów; ostatnia operacja – ułożenie pocisku we właściwym miejscu – dokonywana była ręcznie. Podczas tak prowadzonego załadunku wiele pocisków doznawało uszkodzeń.
Komandor porucznik Paul B. Cronk, dowódca placówki Coast Guard, składającej się ze specjalistów od załadunku materiałów wybuchowych i odpowiedzialnej za bezpieczeństwo doku, wystosował do dowództwa US Navy pismo, w którym ostrzegał, że procesy załadowcze amunicji urągają wszelkim warunkom bezpieczeństwa, co grozi katastrofą. Kierownictwo marynarki odmówiło wprowadzenia zmian, w związku z czym Cronk wycofał swoich ludzi z prac przeładunkowych.

## Wybuch

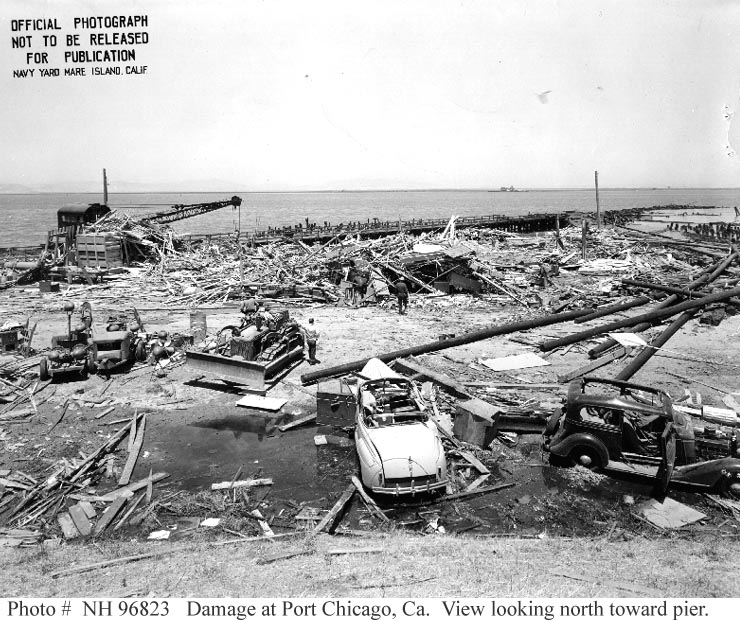
Usuwanie szczątków w kilka dni po eksplozji

Statek transportowy typu Liberty SS „E.A. Bryan” zacumował po wewnętrznej, bliższej lądu kei pojedynczego, 450-metrowego pirsu załadowczego bazy Port Chicago, o godz. 8:15 w dniu 13 lipca 1944 roku. Statek miał puste ładownie, ale jego zbiorniki wypełniało 841 360 litrów ropy koniecznej do pokonania Pacyfiku. O godzinie 10:00 tego samego dnia marynarze z będącego na służbie batalionu zaczęli zapełniać jego ładownie amunicją. Po czterech dniach całodobowej pracy około 4200 ton materiałów wybuchowych znalazło się pod pokładem. Do wieczora 17 lipca ładownie były wypełnione w około 40 procentach.
Tegoż dnia, o godzinie 22.00, 98 marynarzy z 3. dywizjonu rozpoczęło wypełnianie ładowni nr 3 „E.A. Bryan” bombami 450-kilogramowymi, ładowni nr 5 – pociskami kalibru 40 mm, a ładowni nr 4 – bombami rozpryskowymi. Jednocześnie ładowano 290-kilogramowe bomby zapalające; te były „żywe” – ich zapalniki były już zainstalowane i uzbrojone. Bomby zapalające ładowane były, ze szczególną ostrożnością, do ładowni nr 1, tej samej, w której hamulec windy ładunkowej był wciąż niesprawny.
W podstawionych wagonach znajdowały się ponadto lotnicze bomby głębinowe nowej generacji, każda wypełniona 110 kilogramami nowego, czulszego od TNT materiału wybuchowego torpexu; te zaczęto składać w ładowni nr 2. Na pirsie, na trzech równoległych torowiskach, stało 16 wagonów zawierających jeszcze około 390 ton materiałów wybuchowych. Ogółem, na pirsie i w ładowniach statku, znajdował się odpowiednik 2 000 ton TNT.
102 ludzi z 6. dywizjonu, w większości dopiero co przybyłych z NSGL, pracowało w tym czasie na nowo oddanym do eksploatacji statku typu Victory SS „Quinault Victory” (według niektórych źródeł „Quinalt”), by przygotować go do załadunku amunicji, który miał się rozpocząć po północy. „Quinault” miał zbiorniki częściowo wypełnione stosunkowo łatwopalnym paliwem. Na obu statkach pełniło wówczas służbę 67 oficerów i członków załóg, ponadto na pirsie znajdowało się trzech cywilnych specjalistów, żołnierz marines, dziewięciu oficerów marynarki i 29 uzbrojonych strażników na służbie. Kuter pożarniczy Coast Guard z pięcioma ludźmi załogi stał również przy pirsie. Oficer, który opuścił port krótko po godzinie 22:00 odnotował, że ludzie z 3. dywizjonu mieli trudności z rozładowaniem wagonów, w których amunicję upchnięto nadzwyczaj ciasno. Zauważył też (rzecz wówczas bez znaczenia), że śruby „Quinaulta” obracały się z wolna, co mogło oznaczać, że statek (choć pusty) jest gotowy do wyjścia w morze.
O godzinie 22.18 świadkowie usłyszeli „metaliczny gwizd oraz odgłos łamiącego się drewna, jakby spadającego bomu”. Natychmiast potem nastąpiła pierwsza eksplozja i wybuchł pożar. W kilka sekund potem nastąpiła znacznie poważniejsza eksplozja, która zamieniła „E.A. Bryan” i otoczenie w wielką kulę ognia o średnicy około 4800 metrów. Kawałki rozpalonego do białości metalu i inne płonące szczątki siła eksplozji wyrzuciła na około 3700 metrów w górę. Pilot samolotu przelatującego nad miejscem eksplozji, dojrzał krąg płomienia, który rozszedł się po ziemi, osiągając jakieś 4,5 km średnicy, a następnie słup wybuchu sięgnął jego samolotu – fragmenty metalu "wielkości domów" przelatywały wysoko nad samolotem lecącym na wysokości 2700 m. SS „E.A. Bryan” został całkowicie unicestwiony, a „Quinault” siła podmuchu wyrzuciła z wody, rozerwała na kawałki i rozrzuciła w różne strony; rufa, do góry dnem, wylądowała 150 metrów dalej. Kuter pożarniczy Coast Guard CG-60014-F został pchnięty siłą podmuchu 180 metrów w górę rzeki, gdzie zatonął. Pirs, wraz z wagonami, parowozami, ładunkiem i ludźmi, został rozerwany na części. Czekające na rozładunek wagony, umieszczone między zabezpieczającymi nasypami, zostały zgniecione i zniszczone siłą wybuchu, jeden z nich stanął w płomieniach, co groziło dalszymi eksplozjami. Baraki koszar i inne zabudowania portowe, a także pobliskie miasto, zostały w znacznym stopniu zniszczone. Odłamki szkła, metalu i niezdetonowane pociski zraniły wielu członków militarnego i cywilnego personelu bazy, aczkolwiek w samym miasteczku nikt nie zginął. Położony 1,5 mili dalej budynek koszarowy się niemal zawalił, a mieszkańców rzuciło na ściany – gdy się wydostali i ruszyli ciężarówką na pomoc, samochód musiał zatrzymać się w pół drogi: eksplozja doszczętnie zniszczyła jezdnię, czyniąc ją nieprzejezdną. Szkody władz federalnych wyceniono na 9,9 miliona dolarów (133 miliony w roku 2014). Sejsmografy uniwersytetu w Berkeley odnotowały dwa wstrząsy sejsmiczne, z których drugi, silniejszy, miał swój odpowiednik w 3,4 stopnia w skali Richtera.
Wszystkich 320 ludzi na pirsie i na statkach zginęło natychmiast, 390 cywilów i wojskowych odniosło rany, niektórzy poważne. Wśród zabitych było pięciu członków załogi kutra pożarniczego Coast Guard. W katastrofie zginęło 202 Afroamerykanów, a 233 zostało rannych, co stanowi 15 procent wszystkich czarnoskórych obywateli USA poległych w czasie operacji morskich II wojny światowej.

## Następstwa katastrofy

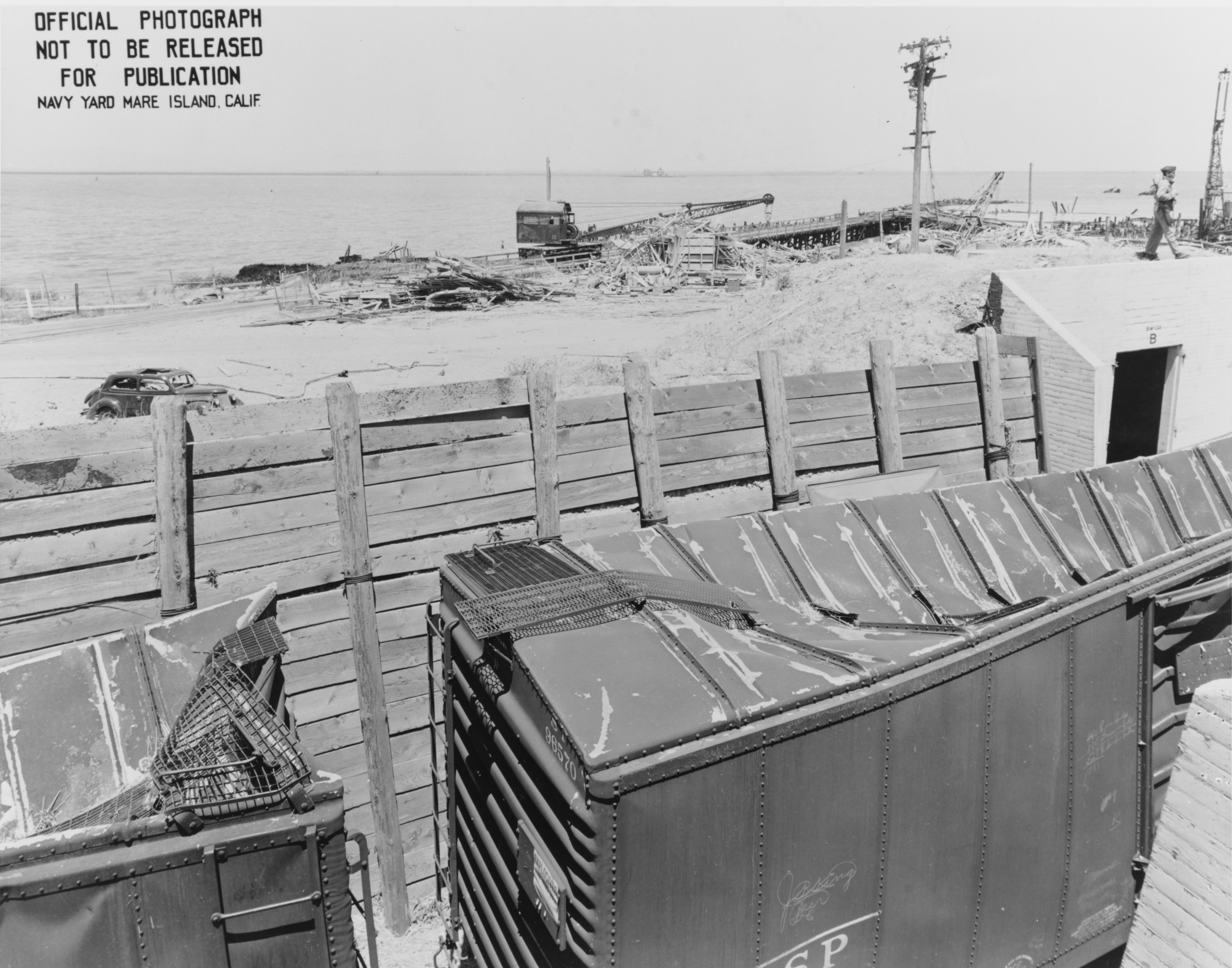
Wagony kolejowe na osłoniętych stanowiskach, zgruchotane siłą wybuchu

### Organizacja pracy po katastrofie
Po ugaszeniu pożarów przystąpiono do zbierania szczątków ludzkich zaścielających cały teren portu. Spośród 320 zabitych, ciała zaledwie 51 udało się zidentyfikować. Większość marynarzy, którzy nie ucierpieli na skutek wybuchu, wzięła ochotniczo udział w sprzątaniu i odbudowie bazy; 2. dywizjon został podzielony na dwie grupy: tych, którzy mieli zostać i usuwać skutki katastrofy, i tych, których miano przenieść gdzie indziej. Ci ostatni, wraz ze wszystkimi marynarzami z dywizjonów 4. i 8., zostali skierowani do Bazy Treningowej Rezerwy Camp Shoemaker, około 50 km na południe, gdzie do 31 lipca pełnili służbę garnizonową. Ludzi z dywizjonów 1., 5. i 7. przeznaczono do innych prac w bardziej oddalonych bazach. Na początku sierpnia dywizjony 4. i 8. oraz obie, ponownie połączone, grupy 2. dywizjonu skierowano do służby garnizonowej w miejscowości Vallejo, w pobliżu Mare Island. Ludzie byli zszokowani, w stanie rozstroju nerwowego. Wielu wystąpiło o 30-dniową przepustkę, wydawaną czasami przez kierownictwo US Navy tym marynarzom, którzy uczestniczyli w poważnym wypadku, gdzie ich przyjaciele lub koledzy ponieśli śmierć. Tym razem jednak nie wydano takich przepustek, nawet tym, którzy byli hospitalizowani. Otrzymali je natomiast biali oficerowie, co dodatkowo wzburzyło marynarzy.
Admirał Carleton Wright – dowódca 12. Okręgu Wojskowego US Navy, który został odsunięty od służby operacyjnej po klęsce w bitwie pod Tassafarongą koło Guadalcanalu w listopadzie 1942 roku – zaczął wkrótce wprowadzać w życie swój plan rotacyjnych zmian grup białych i czarnych ładowaczy: po stu białych na Mare Island i w Port Chicago. Nie planował sprowadzenia czarnoskórych oficerów dla dowodzenia Afroamerykanami, ani żadnej formy desegregacji.

### Dochodzenie wyjaśniające
21 lipca 1944 roku powołana została komisja śledcza, która miała ustalić przyczyny i przebieg tragedii. Oficjalne dochodzenie trwało 39 dni, w którym to czasie przesłuchano licznych świadków – wojskowych i cywilów. Przeprowadzono rozmowy ze specjalistami ds. załadunku i z inspektorami, którzy wcześniej obserwowali przebieg prac w porcie. Przesłuchano też pięciu Afroamerykanów; żaden z nich nie odmówił później pracy przy przeładowywaniu amunicji. W czasie czynności śledczych wyszła na jaw tablica Kinne’go z zapisami rezultatów osiągów poszczególnych dywizjonów, ale Kinne oświadczył, że żadnego współzawodnictwa nie było ze względów bezpieczeństwa; zasugerował także komisji, że jeśli któryś z młodszych oficerów zeznał coś na ten temat, to nie wiedział co mówi.
W trakcie śledztwa komisja rozważała wszelkie możliwe przyczyny wybuchu od sabotażu, poprzez niewłaściwe obchodzenie się z paliwem, nieprawidłowe cumowanie „Quinault Victory”, defekty amunicji, obecność bardzo czułych na wstrząsy elementów w pociskach artyleryjskich, problemy w działaniu parowych wind ładunkowych, nieostrożne obchodzenie się z ładunkiem przez ładowaczy, czy problemy z organizacją pracy w bazie. Kierownictwo US Navy uznało, że współzawodnictwo między dywizjami nie było niewłaściwe, jakkolwiek jeden z prawników wyraził opinię, że „przeładunek materiałów wybuchowych nigdy nie powinien być przedmiotem wyścigu”. W konsekwencji oficerowie bazy zostali oczyszczeni z wszelkich zarzutów. Końcowy raport stwierdzał, że przyczyn tragedii nie da się ustalić, ale sugerował, że najprawdopodobniej eksplozja nastąpiła w wyniku nieostrożnego obchodzenia się z amunicją przez ładowaczy. Nie wspomniano o tym, że marynarze nie odebrali właściwego przeszkolenia w zakresie obchodzenia się z amunicją.

### Odszkodowania i uroczystości żałobne
US Navy wystąpiła do Kongresu o wypłacenie 5000 dolarów odszkodowania każdej rodzinie ofiar. Kongresman John E. Rankin (demokrata z Missisipi) zaproponował obniżenie odszkodowania do 2000, bowiem większość zabitych stanowili Afroamerykanie. Kongres ostatecznie przyznał po 3000 dolarów odszkodowania i polecił pochować szczątki ofiar na lokalnym cmentarzu pod pomniczkiem z napisem „Nieznany marynarz, 17 lipca 1944” (ang. „Unknown, US Navy, 17 July 1944”). 4 marca 1949 roku spadkobiercy osiemnastu marynarzy floty handlowej poległych podczas wybuchu wywalczyli łącznie 390 000 dolarów odszkodowań przed sądem federalnym.
Uroczystość żałobna miała miejsce 31 lipca 1944 roku. Admirał Wright w swym wystąpieniu mówił o niepotrzebnej śmierci tylu ludzi i o tym, że baza w czasie wojny musi pracować. Udekorował medalami Navy and Marine Corps czterech oficerów i marynarzy, którzy wyróżnili się w gaszeniu pożaru wagonu z amunicją na bocznicy w pobliżu pirsu.

### Bunt

#### Odmowa wykonywania załadunku
Dywizjony 2., 4. i 8., uzupełniwszy straty nowo przybyłymi z NSGL rekrutami, zostały przeniesione do Mare Island Navy Yard, gdzie również znajdowały się składy amunicji i pirsy przeładunkowe. 8 sierpnia 1944 roku zacumował tam transportowiec floty USS „Sangay” (AE-10); miał on zostać załadowany minami morskimi i inną amunicją z przeznaczeniem na Saipan. To zadanie miało wykonać 328 czarnoskórych marynarzy; wszyscy odmówili, twierdząc, że nie będą ładować amunicji na tych samych warunkach i dowodzeni przez tych samych oficerów co uprzednio. Nastąpiła przerwa w pracy, którą – gdyby byli to cywilni pracownicy – należałoby uznać za strajk.
Kierownictwo marynarki nie mogło tolerować tego typu zachowań, szczególnie w czasie wojny. Siedemdziesięciu marynarzy zmieniło zdanie, gdy oficerowie wyjaśnili, że załadunek amunicji należy do ich obowiązków. 9 sierpnia 258 czarnoskórych marynarzy nadal odmawiało przystąpienia do pracy. Zostali więc pod strażą odstawieni na barkę, która była używana jako tymczasowy areszt (według nomenklatury US Navy „bryg”), przeznaczony dla zaledwie 75 więźniów. Większość spośród uwięzionych wówczas na „brygu” nie otrzymała bezpośredniego rozkazu – pytano ich jedynie czy będą ładować amunicję, czy też nie. Wszyscy odpowiadali, że obawiają się następnej eksplozji. Dla zastąpienia uwięzionych, do załadunku „Sangaya” sprowadzono więc cywilnych robotników portowych.
Wśród uwięzionych znajdował się starszy marynarz Joseph Randolph „Joe” Small, operator windy ładunkowej z 4. dywizjonu. Jego też – jako urodzonego przywódcę (podczas marszu dywizjonu podawał tempo) – oficerowie poprosili, by dobrał sobie kilku odpowiedzialnych kolegów, którzy (jako tymczasowi podoficerowie) pomogliby utrzymać porządek na barce. 10 sierpnia, podczas przemarszu z barki na stołówkę, doszło do zatargu pomiędzy więźniami i strażnikami. W jadalni podczas posiłku doszło również do bijatyki, przy czym zauważono, że część więźniów zaczęła ostrzyć krawędzie swych łyżek. Small pojął, że wśród współwięźniów szykuje się otwarta rebelia. By temu zapobiec, zwołał wieczorem krótki wiec, podczas którego powiedział stłoczonym na barce ludziom, by „zaprzestali wybryków”, uspokoili się i wykonywali polecenia strażników (również czarnoskórych) i oficerów, ponieważ alternatywa (biali marines jako straż) tylko pogorszy sytuację. Powiedział też: „Trzymamy oficerów za jaja (ang.: We’ve got the officers by the balls) – nie mogą nam nic zrobić, dopóki my im nic nie zrobimy. Jeżeli będziemy trzymać się razem, nic nam nie zrobią”.
11 sierpnia 258 uwięzionych zaprowadzono na pobliski stadion, gdzie wysłuchali przemówienia admirała Wrighta, który oznajmił, że wojska walczące na Saipanie bardzo potrzebują amunicji, którą oni mieli ładować, i że dalsze trwanie w oporze będzie traktowane jako bunt, co może skończyć się wyrokiem skazującym przed sądem wojskowym i karą główną. Wright dodał, że wprawdzie załadunek amunicji jest zadaniem ryzykownym, to postawienie przed plutonem egzekucyjnym znacznie większym.
Po odejściu admirała marynarzom polecono ustawić się w dwóch grupach; po jednej stronie ci, którzy zdecydują się wykonywać rozkazy, a po drugiej nadal odmawiający. Marynarze z 8. dywizjonu postanowili się podporządkować. Dywizjony 2. i 4. nie były tak jednomyślne: Small i 43 innych oświadczyło, że nie będą wykonywać żadnych rozkazów. Zostali więc odprowadzeni na „bryg”, podczas gdy 214 pozostałych pomaszerowało do koszar. 12 sierpnia rano sześciu ludzi z 2. i 4. dywizjonu, którzy poprzedniego dnia zgłosili gotowość podporządkowania się rozkazom, nie zgłosiło się do pracy; zostali natychmiast osadzeni na barce. Wszystkich pięćdziesięciu zostało uznanych za buntowników.
W sierpniu wszystkich 258 marynarzy zabrano do Camp Shoemaker na przesłuchania. Czterdziestu dziewięciu spośród 50 „buntowników” uwięziono w obozowym „brygu”; Joe Small został osadzony w osobnej celi. Wszyscy byli przesłuchiwani przez oficerów, nierzadko w obecności uzbrojonych strażników. Pytania zmierzały do ujawnienia „przywódców spisku” oraz tego kto i co powiedział podczas wiecu na barce. Marynarzom podsuwano do podpisania spisane zeznania, ale treść maszynopisów rzadko pokrywała się z tym, co rzeczywiście mówili przesłuchiwani. Niektórzy z nich odmawiali w takich sytuacjach składania podpisów. Inni czuli, że nie mają wyjścia i podpisywali, bo tak kazali oficerowie. Kilku odmówiło składania jakichkolwiek zeznań, ale byli też i tacy, którzy mówili szczerze co myślą, wierząc, że przesłuchujący oficerowie są po ich stronie.
Po zakończeniu przesłuchań 208 marynarzy zostało przez sąd wojskowy uznanych winnymi niewykonania rozkazów (zgodnie z artykułem 4 kodeksu US Navy). Wszyscy zostali pozbawieni 3-miesięcznego żołdu. Kilku zatrzymano jako świadków oskarżenia w zbliżającym się procesie pięćdziesięciu, a resztę podzielono na małe grupki i wysłano w różne miejsca na obszarze Pacyfiku. Carl Tuggle, jeden z dwustu ośmiu, powiedział w roku 1998, że jego grupa musiała wykonywać najpodlejsze prace, jak czyszczenie latryn i zbieranie niedopałków papierosów na kilku wyspach. Przy odejściu do cywila zostali, za „złe zachowanie”, pozbawieni świadczeń i przywilejów przysługujących weteranom.

#### Pięćdziesiątka z Port Chicago
Pozostałym pięćdziesięciu, powszechnie znanym jako „Port Chicago 50", na początku września 1944 roku przedstawiono formalne zarzuty odmowy wykonania rozkazów i wzniecenia buntu „z przemyślanym zamiarem obalenia zwierzchnich władz wojskowych”. Stanowiło to przestępstwo w USA, w stanie wojny karane śmiercią. Jeśli uniknęliby kary śmierci, mogli trafić do więzień nawet na piętnaście lat.

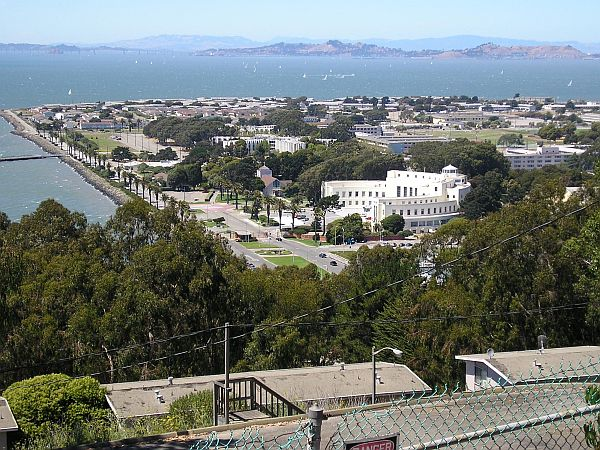
Treasure Island widziana z Yerba Buena

US Navy przeznaczyła dla sądu wojskowego nieużywane koszary Korpusu Marines na Treasure Island, w połowie drogi z Oakland do San Francisco. Reporterzy ogólnokrajowych i lokalnych gazet zostali dopuszczeni do śledzenia przebiegu procesu. Rzecznik prasowy marynarki przekazał przedstawicielom mediów dokument, w którym określono proces jako pierwszy proces buntowników podczas II wojny światowej i jednocześnie najbardziej masowy proces w dziejach US Navy. Przewodniczącym 7-osobowego zespołu sędziowskiego został kontradmirał Hugo W. Osterhaus, który ukończył United States Naval Academy w roku 1900. Na czele zespołu prokuratorów stał komandor porucznik James F. Coakley, który w cywilu był wiceprokuratorem hrabstwa Alameda u boku prokuratora okręgowego Earla Warrena. Obrońcami oskarżonych było sześciu prawników marynarki, po jednym na każdych dziesięciu oskarżonych i jeden jako przewodniczący składu obrońców. Był nim porucznik Gerald E. Veltmann.
Veltmann i jego adwokaci spotkali się i rozmawiali z podsądnymi przed rozpoczęciem procesu celem przygotowania planu obrony. Dostrzegli od razu, że nie wszyscy oskarżeni byli doświadczonymi dokerami. Dwóch z tych osadzonych na „brygu” nigdy nie ładowało amunicji – ze względu na warunki fizyczne mieli stały przydział jako kucharze. Obaj na pytanie czy będą ładować amunicję odpowiedzieli negatywnie. Innym, który odpowiedział „nie”, był marynarz ze złamaną ręką, ciągle jeszcze na temblaku. Co ważniejsze, Veltmann zorientował się natychmiast, że podsądni nie spiskowali celem obalenia swoich dowódców. Podczas przedprocesowego posiedzenia Veltmann przypomniał definicję buntu zawartą w tomie Winthrop’s Military Law and Precedents i wniósł o zmianę kwalifikacji prawnej, bowiem nie da się dowieść, że oskarżeni konspirowali, zamyślając „uzurpację, obalenie lub przejęcie roli wyższych władz wojskowych”. Coakley zgłosił sprzeciw oświadczając krótko, że według przepisów prawa wojennego uporczywe odmawianie wykonania pracy przez dwóch lub więcej ludzi – co w cywilu można określić mianem „strajku” – jest wystarczającym dowodem na knucie spisku celem obalenia władz wojskowych, a to oznacza bunt. Osterhaus zgodził się z Coakleyem i odrzucił wniosek Veltmanna; proces miał przebiegać tak, jak zaplanowano.

#### Proces
Proces rozpoczął się 14 września. Żaden z 50 oskarżonych nie przyznał się do winy. Coakley rozpoczął czynności oskarżyciela, wzywając jako świadków oficerów z Port Chicago i Mare Island. Kmdr por. Joseph R. Tobin z koszar marynarki przy Ryder Street powiedział, że osobiście wydał rozkaz ładowania amunicji sześciu lub siedmiu, ale nie był w stanie powiedzieć, czy inni otrzymali podobne rozkazy. Dodał, że mężczyźni, z którymi rozmawiał, byli gotowi spełniać wszystkie rozkazy, z wyjątkiem ładowania amunicji; że każdy wyrażał obawę przed kolejnym wybuchem. Tobin stwierdził, że mężczyźni nie byli agresywni, ani niekarni. Por. Ernest Delucchi dowodzący 4. dywizjonem w Port Chicago zeznał, że wydał rozkaz ładowania amunicji tylko czterem spośród 50 oskarżonych. Powiedział też, że słyszał, jak jeden z marynarzy z 8. dywizjonu mówił do innych: „Nie pracujcie dla tych białych skurwysynów” (ang.: Don’t go to work for the white motherfuckers), ale nagabywany przez obronę, nie potrafił wymienić żadnego nazwiska. Veltmann zażądał usunięcia z protokołu tej poszlaki, ale sędzia odrzucił wniosek, gdy Coakley oświadczył, że są to dowody na istnienie spisku.
Delucchi potwierdził, że jeden z kucharzy i człowiek ze złamaną ręką należeli do jego dywizjonu. Dodał, że kucharz i ten drugi zupełnie nie nadawali się do tej pracy. Szczególnie kucharz bliski był załamania nerwowego, a na pirsie mógł być jedynie ciężarem.
Por. Carleton Morehouse, dowódca 8. dywizjonu w Port Chicago, zeznał, że 9 sierpnia, kiedy pojawił się problem, zebrał swoich ludzi i odczytując z listy nazwiska, dawał każdemu rozkaz udania się do pracy. 96 ze 104 odmówiło i zostało osadzonych na barce, ale wszyscy zgodzili się wrócić do pracy po przemowie admirała Wrighta w dniu 11 sierpnia; żaden z ludzi Morehouse’a nie znalazł się wśród oskarżonych o bunt. Morehouse powiedział Veltmannowi, że niektórzy z jego ludzi mówili, że boją się pracować z amunicją. Por. James E. Tobin, dowódca 2. dywizjonu, potwierdził, że jeden z oskarżonych ze względu na budowę ciała (poniżej 50 kg wagi) nie nadawał się na ładowacza i miał stały przydział jako kucharz.
Przez kilka następnych dni zeznania składali marynarze z 2., 4. i 8. dywizjonu, którzy nie zostali oskarżeni o bunt. Ich zeznania były w kilku punktach zgodne: że wśród ludzi toczyły się rozmowy na temat odmowy ładowania amunicji, że niektórzy marynarze (ale żaden z oskarżonej pięćdziesiątki) podpisywali jakąś petycję w sprawie ładowania amunicji, że Joe Small przemawiał do ludzi na barce więziennej, wzywając ich, by wykonywali rozkazy i by zachowywali się tak jak należy.
Coakley zakończył swe czynności 22 września. Jego zamiarem było dowieść przed sądem, że spisek rzeczywiście istniał; miały to potwierdzać liczne zeznania oficerów i marynarzy. Sprzeciwy obrony, która większość owych zeznań traktowała jako poszlaki, były przez sąd sukcesywnie oddalane. Sąd zdawał się w całej rozciągłości stać po stronie Coakleya.
Veltmann odniósł sukces na samym początku, kiedy to zaakceptowany został jego wniosek, by przyjmowano tylko te zeznania oficerów, które dotyczyły konkretnych marynarzy i wydanych im rozkazów powrotu do pracy. Ogólnie rzecz biorąc było to na korzyść oskarżonych, ale w praktyce nie miało większego znaczenia. Sędziowie nie robili żadnych notatek, byli generalnie ospali, a szczególnie jeden – co zauważyli dziennikarze – nieustannie przysypiał.
Poczynając od 23 września przez całe trzy tygodnie trwały przesłuchania oskarżonych. Ogólnie wszyscy mówili to samo: że byli zdecydowani wykonywać wszystkie rozkazy poza ładowaniem amunicji, wszyscy obawiali się następnej eksplozji, nikt nie był namawiany do buntu przez „prowodyrów”, każdy podjął decyzję samodzielnie. Niektórzy mówili, że podczas wiecu na barce Joe Small nie wzywał nikogo do buntu i że nie użył sformułowania o trzymaniu oficerów „za jaja”. Również Small zaprzeczył, by mówił coś takiego (jednak potwierdził to w wywiadzie udzielonym kilkadziesiąt lat później).
Niektórzy podsądni, na temat których oficerowie zeznali, że otrzymali wyraźne rozkazy, zaprzeczali temu. Marynarz Ollie E. Green, który na dzień przed wypadkami złamał rękę w nadgarstku, zeznał, że nie jest prawdą, jakoby otrzymał od swego przełożonego oficera rozkaz ładowania amunicji. Oficer tylko zapytał jak z jego ręką, na co otrzymał odpowiedź „niezbyt dobrze”. Ten sam marynarz, jako pierwszy, opowiedział o „zawodach” w ładowaniu amunicji, co podchwycili obserwujący proces dziennikarze.

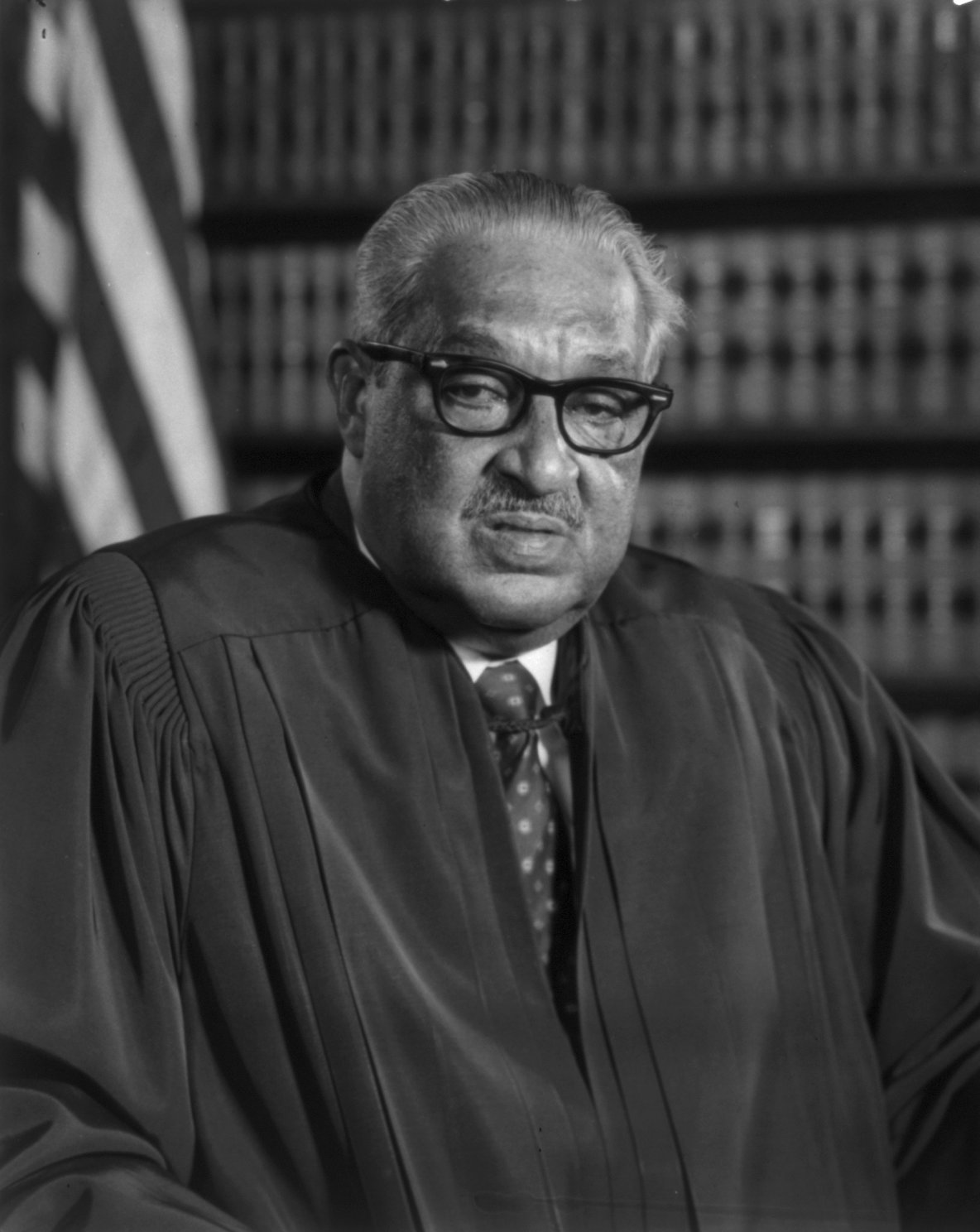
Thurgood Marshall jako sędzia Sądu Najwyższego

9 października 1944 był kolejnym dniem składania zeznań przez oskarżonych. Stało się jednak coś ważnego: oto zjawił się na procesie Thurgood Marshall, czołowy doradca National Association for the Advancement of Colored People (NAACP). Marshall przyleciał do San Francisco specjalnym samolotem, za zgodą sekretarza marynarki Forrestala. Dla NAACP proces o bunt miał ogromne znaczenie, bowiem organizacja od dawna interesowała się swoistą polityką wewnętrzną US Navy, która kierowała czarnoskórych rekrutów do najgorszych i najbardziej niebezpiecznych prac, bez nadziei na awans. Marshall mógł wprawdzie obserwować przebieg procesu, ale jako cywil nie mógł odgrywać oficjalnej roli w obronie oskarżonych. Po wysłuchaniu zeznań pięciu marynarzy Marshall przemówił do wszystkich 50, a następnie konferował z zespołem Veltmanna Następnego dnia Marshall zwołał konferencję prasową, na której oskarżył Coakleya o szkodliwe dla oskarżonych prowadzenie sprawy. Powiedział też, że z obserwacji procesu i rozmów z oskarżonymi wnioskuje, że ludzie ci, jego zdaniem, mogliby być oskarżeni co najwyżej o niesubordynację, ale z pewnością nie o bunt.
Obrona jeszcze przez kilka dni prowadziła przesłuchania. W tej fazie wystąpił biegły psychiatra, który stwierdził, że katastrofa tych rozmiarów mogła spowodować zbiorowy szok i paniczny strach. Czarnoskóry podoficer z dywizjonu Delucchiego zeznał, że nie słyszał żadnych słów uwłaczających oficerom ani nawoływań do spisku, a także, że dla wszystkich było zaskoczeniem, gdy nagle 9 sierpnia ludzie odmówili wyjścia do pracy.
Thurgood Marshall pojawił się ponownie w mediach 17 października i oświadczył, że NAACP zażądało oficjalnego rządowego dochodzenia na temat warunków pracy, które doprowadziły do kryzysu. Zwrócił uwagę na trzy aspekty sprawy: politykę US Navy, która kierowała większość Afroamerykanów do pracy w warunkach segregacji rasowej na lądzie, fatalny stan bezpieczeństwa przy przeładunku amunicji i brak szkolenia, co doprowadziło do tragedii, mówił także o niesprawiedliwym traktowaniu 50 spośród 258 ludzi, których potraktowano jak buntowników, podczas gdy ich działanie odnośnie do ładowania amunicji nie różniło się znacząco od działań pozostałych 208. Marshall wskazał przykład marynarzy z 1. dywizjonu, którzy odmówili ładowania amunicji przed 9 sierpnia, ale nie zostali aresztowani ani skazani, lecz skierowani do innej pracy.

#### Mowy końcowe i werdykt
W swym końcowym wystąpieniu Coakley opisał chronologiczny przebieg wypadków, które jego zdaniem zapoczątkowały dwa tygodnie w Camp Shoemaker, kiedy to – wkrótce po katastrofie – dwie i pół kompanii z Port Chicago zostały skonsolidowane w jedną. Coakley oświadczył, że nagła odmowa wyjścia do pracy 9 sierpnia miała swe źródła w konspiracyjnych rozmowach spiskowców. Coakley opowiedział, jak bunt narastał na pokładzie barki, gdzie Joe Small mówił ludziom żeby trzymali się razem. Wprowadził do akt sądowych własną definicję buntu: „kolektywna niesubordynacja i kolektywna odmowa wykonania rozkazów przełożonych oficerów to bunt”. Wyraził przy tym opinię, że ludzie, którzy w czasie wojny stwierdzają, że obawiają się ładować amunicję, są ludźmi o niskim morale, skłonnymi do składania fałszywych zeznań.
Veltmann zaprzeczył istnieniu jakiejkolwiek konspiracji, jego zdaniem ludzie byli w stanie szoku po straszliwej eksplozji i niezbędnym, ale przerażającym zbieraniu szczątków ludzkich, w większości szczątków ciał ich kolegów. Dodał, że rozmowy w Camp Shoemaker były zwyczajnymi rozmowami ludzi próbujących zrozumieć co się stało i że te rozmowy nie miały buntowniczego charakteru ani nie legły u podstaw żadnej konspiracji. Veltmann stwierdził, że krótkie 4-5 minutowe przemówienie Smalla do kolegów na barce miało na celu zaprowadzenie porządku, do czego został zobligowany przez przełożonych. Veltmann podkreślił, że prawnie uznana definicja buntu mówi o zorganizowanym przygotowaniu zamiaru uzurpacji, obalenia lub przechwycenia władzy, a tutaj nic takiego nie miało miejsca. Odmowa wykonania rozkazu nie jest buntem.
24 października 1944 roku admirał Osterhaus i pozostali członkowie zespołu sędziowskiego obradowali 80 minut i uznali wszystkich 50 mężczyzn winnych buntu. Każdy z ludzi został zdegradowany i skazany na 15 lat ciężkich robót, po którym to czasie miał być odesłany do cywila na niehonorowych warunkach. Skazani byli trzymani pod strażą do chwili zatwierdzenia wyroku przez admirała Wrighta. 15 listopada Wright zredukował wyroki 40 skazanych: 24 otrzymało dwanaście lat, 11 dziesięć, a 5 najmłodszych osiem. Wobec pozostałych 10 (w tym Joe Smalla i Olliego Greena) utrzymano 15-letnie wyroki. Pod koniec listopada 50 skazańców przetransportowano do więzienia federalnego na Terminal Island w San Pedro Bay w pobliżu miejscowości Port of Los Angeles i Port of Long Beach.

#### Apelacja i zwolnienie
W ciągu dwunastu dni, kiedy miał okazję przysłuchiwać się procesowi, Thurgood Marshall zaczął przygotowywać apelację. Zaraz po wyroku wysłał list do sekretarza Forrestala, pytając dlaczego tylko czarni w Port Chicago muszą przeładowywać amunicję; dlaczego nie przeszli żadnego przeszkolenia w tym kierunku; dlaczego byli zmuszani do współzawodnictwa; dlaczego nie otrzymali zwyczajowych urlopów i dlaczego nie otrzymywali żadnych awansów. Odpowiedź Forrestala była mało sensowna: napisał, że większość marynarzy w Port Chicago to czarnoskórzy, więc to oni musieli pracować przy amunicji. Forrestal zaznaczył, że nie ma mowy o dyskryminacji, bowiem w innych bazach amunicję przeładowują biali. Sekretarz wyjaśnił, że ludzie nie otrzymywali awansów, bo ich pobyt w Port Chicago stanowił jedynie „okres próbny” oraz że nie otrzymali 30-dniowego urlopu, bo najlepszym lekarstwem na stres jest szybki powrót do pracy, co zapobiega budowaniu mentalnych i emocjonalnych barier.
Marshall, pracujący jako specjalny doradca NAACP Legal Defense Fund uznał, że pierwszym uderzeniem powinna stać się kampania prasowa, mająca na celu pozyskanie opinii publicznej w celu uwolnienia skazanych. W listopadzie 1944 Marshall napisał pierwszy artykuł do wydawanego przez NAACP magazynu Crisis. Drukowano i rozprowadzano ulotki, w afroamerykańskich mediach w styczniu 1945 roku ukazała się cała seria artykułów. Pod petycją o zwolnienie zebrano tysiące podpisów obywateli domagających się rewizji wyroku. Ważne osobistości uczestniczyły w zebraniach protestacyjnych. Eleanor Roosevelt przesłała w kwietniu 1945 roku do Forrestala egzemplarz ulotki NAACP zatytułowanej „Bunt” z prośbą by zajął się sprawą.
Marshall otrzymał od wszystkich 50 skazanych zezwolenie na apelację w ich sprawie i z tymi dokumentami w ręku pojechał do Waszyngtonu na rozmowy z prawnikami US Navy. 3 kwietnia 1945 spotkał się z nimi i przedstawił swe argumenty. Apelacja Marshalla zasadzała się na założeniu, że nikt nie wydał wszystkim 50 oskarżonym rozkazu ładowania amunicji, a nawet gdy któryś z nich taki rozkaz otrzymał, odmowa wykonania nie mogła stanowić buntu. Oznajmił, że Coakley celowo wprowadził sąd w błąd, zmieniając definicję „buntu”, a liczne „dowody” przedstawione sądowi oparte były wyłącznie na przesłankach, a więc są nie do przyjęcia. Marshall napisał, że „oskarżeni stali się kozłami ofiarnymi w sytuacji, którą stworzył splot okoliczności. [...] Sprawiedliwość może być w tej sprawie dana jedynie przez rewizję dotychczasowych ustaleń”. Dodał na koniec: „Nie mogę pojąć dlaczego odmowa wykonania polecenia przez więcej niż jednego Murzyna od razu nabiera cech buntu”.
Biuro sekretarza marynarki nakazało admirałowi Wrightowi ponowne zwołanie sądu wojskowego dla ponownego rozpatrzenia sprawy, tym razem z poleceniem odrzucenia przesłanek. Admirał Osterhaus zwołał raz jeszcze sesję sądu 12 czerwca 1945 roku, ale sąd ponownie zatwierdził wszystkie wyroki, a admirał Wright utrzymał poprzednie ich obniżenie.
Po kapitulacji Japonii i zakończeniu wojny marynarka nie mogła dłużej obstawać przy tak surowych wyrokach wydanych dla odstraszenia potencjalnych buntowników w szeregach. We wrześniu 1945 roku kierownictwo US Navy skróciło każdy z 50 wyroków o rok. Kmdr Harold Stassen zalecił w październiku obniżenie wyroków dla ludzi zachowujących się nienagannie do 2 lat i 3 lat dla pozostałych, z zaliczeniem okresu odbytej służby. Ostatecznie 6 stycznia 1946 czterdziestu siedmiu zostało zwolnionych i odesłanych do służby na okrętach na obszarze Pacyfiku, gdzie zostali skierowani do prostych prac związanych z powojenną likwidacją baz. Dwóch z 50 skazanych pozostało jeszcze przez miesiąc w szpitalach więziennych, lecząc rany, a jeden – ze względu na złe zachowanie – pozostał w więzieniu na dłużej. Wszyscy ci z całej pięćdziesiątki, którzy dotrwali do końca służby bez zatargów z regulaminem, odeszli do cywila bez utraty uprawnień kombatanckich. Ogółem US Navy wybaczyła 1700 uwięzionym w tym samym czasie.

## Skutki polityczne i społeczne
Katastrofa w Port Chicago wyraźnie ukazała nierówności rasowe w US Navy. Rok przed nią, w połowie 1943 roku, w marynarca służyło ponad 100 000 Afroamerykanów, ale nie było żadnego czarnoskórego oficera. Po katastrofie czasopismo New Pittsburgh Courier, adresowane do Afroamerykanów i szeroko przez nich subskrybowane, wielokrotnie odnosiło się do wypadku i procesu w kampanii „Double V”, kładąc nacisk na zwycięstwo nie tylko nad państwami „Osi”, ale także nad nierównościami rasowymi w ojczyźnie. Proces i wyroki były postrzegane jako jaskrawy przykład niedoceniania napięć rasowych w ówczesnych amerykańskich siłach zbrojnych.
Również w roku 1944, choć nieco później, doszło do zamieszek na tle rasowym w bazie floty na Guam. Z kolei w marcu 1945 roku w liczącym tysiąc Afroamerykanów batalionie Seabees w bazie w Port Hueneme (Kalifornia) doszło do strajku głodowego w proteście przeciw dyskryminacji. Po tym ostatnim incydencie admirał Ernest King i sekretarz Forrestal zaczęli, wspólnie z cywilnym ekspertem Lesterem Grangerem, opracowywać plan całkowitej integracji rasowej US Navy. Katastrofa w Port Chicago pozwoliła szybciej wprowadzić nowe standardy
W roku 1990 dwudziestu pięciu kongresmanów podjęło nieudaną kampanię na rzecz rehabilitacji skazanych. Gordon Koller, który w lipcu 1944 roku był podoficerem, udzielił w roku 1990 wywiadu dziennikarce New York Timesa. Koller powiedział, że setkom ludzi, jak on sam, którzy kontynuowali załadunek amunicji mimo niebezpieczeństwa „należało się uznanie”. W 1994 roku US Navy odrzuciła wniosek czterech kalifornijskich prawników o unieważnienie tamtej decyzji sądu. Decyzję uzasadniono tym, że nierówności rasowe były przyczyną skierowania tych ludzi do przeładowywania amunicji, ale podczas procesu uprzedzeń rasowych nie stwierdzono.
W latach dziewięćdziesiątych XX wieku Freddie Meeks, jeden z kilku jeszcze żyjących pięćdziesięciu skazanych, wystąpił do prezydenta o łaskę, ale inni odmówili tłumacząc, że o łaskę mogą prosić ludzie winni, którzy pragną by im wybaczono; utrzymywali, że nie byli buntownikami i są niewinni. Meeks poprosił o łaskę by sprawę nagłośnić; powiedział: „Pragnę by cała Ameryka o tym wiedziała... zbyt długo było zamiecione pod dywan”. We wrześniu 1999 roku petycji Meeksa udzieliło poparcia 37 członków Izby Reprezentantów; był między nimi George Miller, kongresman z okręgu, który obejmuje miejsce katastrofy. Napisali oni list do prezydenta Billa Clintona i w grudniu Clinton ułaskawił Meeksa, który zmarł kilka lat później, w czerwcu 2003 roku. Wysiłki zmierzające do pośmiertnego oczyszczenia całej pięćdziesiątki trwają. W roku 2004 pisarz Robert L. Allen miał powiedzieć": „...jest ważne, nawet dziś, by wszystkie te wyroki unieważnić”.

## Hipoteza o wybuchu bomby atomowej
Eksplozja w Port Chicago była bardzo wnikliwie badana przez zespół naukowców z Los Alamos National Laboratory, którzy w tym czasie pracowali nad projektem Manhattan. W ich opinii „zaobserwowane zniszczenia były podobne do relatywnie małej eksplozji nuklearnej o sile niszczącej będącej odpowiednikiem 2000 ton TNT”. Paul Masters, laborant studia fotograficznego w Los Alamos, robił kopie niektórych dokumentów związanych z pierwszą próbą bomby atomowej i przetrzymywał u siebie w domu. W roku 1980 dziennikarz Peter Vogel natrafił na jeden z tych dokumentów na wyprzedaży i zauważył, że w tekście zawarta jest następująca informacja: „Kula ognia w kształcie grzyba wysokości 6000 m w stylu typowym dla Port Chicago”. Vogel, dziennikarz z Nowego Meksyku, zaczął poszukiwać dowodów na to, że eksplozja w Port Chicago spowodowana była przez bombę atomową.
Vogel zajmował się sprawą przez ponad dwadzieścia lat, napisał nawet książkę na ten temat i stworzył stronę internetową, na której starał się dowieść, że eksplozja w Port Chicago mogła być nuklearną. Jednak nie znalazłszy niczego na poparcie swej tezy, porzucił projekt w roku 2005.

## Upamiętnienie

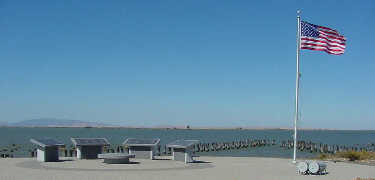
Port Chicago Naval Magazine National Memorial

W roku 1994 dla upamiętnienia ofiar katastrofy wzniesiono pomnik o nazwie Port Chicago Naval Magazine National Memorial, do zaprojektowania którego i późniejszej opieki zobowiązany został National Park Service (NPS). W roku 2002 kongresman George Miller nalegał, by pomnikowi nadać status parku narodowego, ale próba się nie powiodła. W roku 2006 artykuł lokalnej gazety zwrócił uwagę na niepewny stan kaplicy znajdującej się na terenie Concord Naval Weapons Station, a dedykowanej ofiarom eksplozji. W 1980 roku miejscowy historyk John Keibel powiedział, że kaplicy nie da się uratować ze względu na farby ołowiowe i jej opłakany stan. Keibel wezwał jednocześnie by zaopiekować się witrażami wstawionymi w okna kaplicy w roku 1991, a poświęcone katastrofie; jego zdaniem powinny zostać zdemontowane i przeniesione na teren pomnika.
W marcu 2008 roku, po przyjęciu ustawy zaproponowanej rok wcześniej przez Millera, NPS został zobowiązany przez Kongres do zarządzania pomnikiem. 10 lipca 2008 roku senator Barbara Boxer złożyła propozycję ustawy, na mocy której teren należący do założenia został by powiększony o dwa hektary, ale projekt ten nigdy nie został poddany pod głosowanie. 12 lutego 2009 roku Miller przedstawił projekt identycznej ustawy zatytułowanej Port Chicago Naval Magazine National Memorial Enhancement Act of 2009, która dodatkowo upoważniałaby miasto Concord i regionalny zarząd parków „do ustanowienia i prowadzenia punkt obsługi, parkingu, biur administracji i magazynu”. Prezydent Barack Obama podpisał ustawę w grudniu 2009 roku.
Całe założenie wraz z pomnikiem znajduje się na terenie czynnej bazy wojskowej, co wymaga wcześniejszego zgłoszenia odwiedzin. Odwiedziny nie mogą trwać dłużej niż 90 minut, a zwiedzający dowożeni są pojazdem należącym do NPS z biura przepustek Concord Naval Weapons Station.
Katastrofa znalazła swe odbicie w mediach. W roku 1990 Will Robinson i Ken Swartz wyprodukowali film  dokumentalny opowiadający o eksplozji i procesie pt. Port Chicago Mutiny – A National Tragedy. W filmie znalazły się wywiady ze skazanym za bunt Joe Smallem, jego obrońcą Geraldem Veltmannem, jak również z Percym Robinsonem, który wrócił do pracy przy przeładunku amunicji po pierwszej odmowie wykonywania rozkazów i Robertem Routhem, który stracił wzrok w wyniku wybuchu. Narratorem w filmie, który zawierał fabularyzowane sceny, jakie mogły mieć miejsce w roku 1944, był Danny Glover. Film był nominowany do nagrody Peabody i zdobył nagrodę Emmy.
W 1996 roku Dan Collison przeprowadził serię wywiadów z marynarzami z Port Chicago dla stacji radiowej WBEZ w programie This American Life. Opisywali w tych wywiadach jakie przechodzili przeszkolenie przed skierowaniem ich do służby na okrętach i jak bardzo byli rozczarowani, gdy takich przydziałów nie otrzymali. Collison przeplatał wywiady doniesieniami prasy z roku 1944 na temat eksplozji.
Historia pięćdziesięciu z Port Chicago była podstawą do stworzenia filmu telewizyjnego Mutiny, do którego scenariusz napisał James S. "Jim" Henerson, wyreżyserował Kevin Hooks, a jednym z trzech producentów był Morgan Freeman. Jako trzej fikcyjni marynarze wystąpili w nim Michael Jai White, Duane Martin i David Ramsey. Film był emitowany przez NBC 28 marca 1999 roku.
W roku 2002 katastrofa została ukazana w epizodzie „Port Chicago” serialu telewizyjnego NBC/CBS pt. JAG.
Do wybuchu nawiązuje nowela Tar (Smoła) autorstwa Shirley Graham, której głównym tematem jest rasistowskie traktowanie czarnoskórych, którym przydziela się najprymitywniejsze prace: inżynier pracuje jako ładowacz amunicji, a wykwalifikowana robotnica  przelewa tytułową smołę (a podczas eksplozji zostaje nią całkiem pokryta).